# Изометрия (математика)
Изометрия — преобразование между метрическими пространствами, сохраняющее расстояния между точками.

## Определение
Пусть {\displaystyle X} и {\displaystyle Y} — метрические пространства.
Отображение {\displaystyle f\colon X\to Y} называется изометрией, если
{\displaystyle |f(x)-f(x')|_{Y}=|x-x'|_{X}}
для любых {\displaystyle x,x'\in X}. Здесь {\displaystyle |x-x'|_{X}} обозначает расстояние между {\displaystyle x} и {\displaystyle x'} в пространстве {\displaystyle X}.

## Свойства
- Изометрия является инъекцией.
- Изометрия между предгильбертовыми пространствами сохраняет углы между прямыми.
- В случае евклидова пространства является частным случаем преобразования подобия.
- Всякая изометрия плоскости является либо параллельным переносом, либо поворотом относительно некоторой точки, либо скользящей симметрией. Это утверждение известно, как Теорема Шаля.

## В римановой геометрии
В римановой геометрии изометрией называют диффеоморфизм между (псевдо)римановыми многообразиями, который сохраняет метрический тензор.